# Пудин (Гуйчжоу)
Пуди́н (кит. упр. 普定, пиньинь Pǔdìng) — уезд городского округа Аньшунь провинции Гуйчжоу (КНР).

## История
Во времена империи Мин в этих местах размещался Пудинский караул (普定卫). Во времена империи Цин в 1672 году на его основе был создан уезд Пудин.
После вхождения этих мест в состав КНР в 1950 году был создан Специальный район Аньшунь (安顺专区), и уезд вошёл в его состав.
В 1970 году Специальный район Аньшунь был переименован в Округ Аньшунь (安顺地区).
Постановлением Госсовета КНР от 23 июня 2000 года округ Аньшунь был преобразован в городской округ.

## Административное деление
Уезд делится на 6 посёлков, 1 волость и 4 национальные волости.